# Porrhomma microphthalmum
Espèce
Synonymes
- Linyphia microphthalma O. Pickard-Cambridge, 1871
- Linyphia decens O. Pickard-Cambridge, 1871
- Bathyphantes charpentieri Lebert, 1877
- Linyphia incerta O. Pickard-Cambridge, 1878
- Porrhomma errans Simon, 1884
- Opistoxys acuta Simon, 1884
- Porrhomma meadii F. O. Pickard-Cambridge, 1894

Porrhomma microphthalmum est une espèce d'araignées aranéomorphes de la famille des Linyphiidae.

## Distribution
Cette espèce se rencontre en zone paléarctique.

## Publication originale
- O. Pickard-Cambridge, 1871 : Descriptions of some British spiders new to science, with a notice of others, of which some are now for the first time recorded as British species. Transactions of the Linnean Society of London, vol. 27, p. 393-464 (texte intégral).